# 24 heures (Suisse)
Pour les articles homonymes, voir 24 heures.
24 heures est le principal journal quotidien du canton de Vaud en Suisse. Il fait partie de Tamedia Publications romandes. 24 heures est un journal sans orientation politique marquée selon Mediaprint[réf. souhaitée]. C'est le premier quotidien de Suisse romande pour ce qui est du tirage.

## Histoire
Le journal Feuille d'avis de Lausanne est créé en 1762 et est devenu un quotidien en 1872. Conçu au départ comme une feuille d'avis, il a joué longtemps le rôle d'organe officieux et de lien entre la ville de Lausanne et l'arrière-pays  où la paysannerie reste forte. Il consacre d'ailleurs une large place à la vie des villages.

### XXesiècle
Souhaitant s'affranchir de son image lausannoise pour s'assurer une plus large diffusion, il prend le nom de 24 heures le 10 avril 1972. Avec le nouveau nom, il commence à se détacher du Parti radical, comme de l’influence de l'Église protestante.

### XXIesiècle
En 2005, après le rachat du groupe Corbaz et de ses deux titres La Presse Riviera-Chablais et La Presse Nord Vaudois, le journal vaudois est divisé en quatre éditions régionales :
- Nord Vaudois - Broye
- Riviera Chablais (est vaudois)
- La Côte
- Lausanne

Ainsi, de facto, les deux journaux rachetés La Presse Riviera-Chablais et La Presse Nord Vaudois disparaissent dans cet exercice.
La direction d'Edipresse Suisse a ensuite décidé de revenir à une édition unique dans tout le canton de Vaud en 2009.
Au sein du groupe Tamedia (anciennement Edipresse), 24 heures partage environ 30 % de son contenu rédactionnel avec la Tribune de Genève, notamment dans les rubriques politique internationale et économie. Groupe racheté par l'éditeur zurichois Tamedia en 2010-2011. De plus, les articles sur le district de Morges sont fournis par le Journal de Morges.
En 2024, Tamedia annonce la fusion des rédactions de 24 heures, de la Tribune de Genève et du Matin dimanche (formant ainsi une unique rédaction romande des titres du groupe).

### Surnoms
Le 24 heures est surnommé La Feuille en référence à son ancien nom qu'il a porté jusqu'en mars 1972 avant de se nommer Feuille d'avis de Lausanne 24 heures puis simplement 24 heures depuis janvier 1975.

## Tirage et audience
- 1972 : 93 500 exemplaires[réf. nécessaire]
- 2001 : 88 000 exemplaires[9]
- 2007 : 89 102 exemplaires[10]
- 2011 : 78 964 exemplaires[10]
- 2015 : 61 000 exemplaires, 175 000 lecteurs[11]
- 2020 : 49 000 exemplaires, 146 000 lecteurs[11]
- 2022 : 41 088 exemplaires[12], 132 000 lecteurs[11]

## Équipe

### Rédacteurs en chef
- 1977-1991 (puis co-rédacteur en chef jusqu'en 1995) : Jean-Marie Vodoz[13],[14] ;
- Fabien Dunand[15] ;
- 1992-1998 : Gian Pozzy[16] ;
- 1998-2006 : Jacques Poget[17] ;
- 2006-2017 : Thierry Meyer[18] ;
- Depuis 2018 : Claude Ansermoz (ensuite responsable de la rédaction romande de Tamedia regroupant 24 heures, la Tribune de Genève et Le Matin dimanche)[7].

### Collaborateurs
- Raymond Burki, dessinateur de presse (jusqu'en 2014[19],[20]).
- Bénédicte, dessinatrice de presse (dès 2014[21]).
- Kyra Dupont Troubetzkoy, directrice de la rubrique internationale de 2003 à 2005.

### Autres personnalités liées
- Hamida Aman (1973-), entrepreneuse et journaliste suisso-afghane. Elle a commencé sa carrière comme pigiste à 24 Heures.

## Archives
Le fonds d'archives PP 886 aux Archives cantonales vaudoises contient 149 mètres linéaires de dossiers de photographies relatifs en principe au canton de Vaud et provenant du service de documentation image de la société Edipresse Publications S.A. Il comprend également les imprimés Livre des abonnements à la Feuille d'avis de Lausanne (1830-1875). Feuille des avis de Lausanne, avec des lacunes avant 1800 (1762-1972), puis 24heures (1973-2007). Le Nouveau Quotidien (1991-1997) ; Affiches et affichettes du Nouveau Quotidien, 1994-1997 ; Magazine du Nouveau Quotidien, 1996-1997 ; L'Estafette/Tribune de Lausanne et Estafette (1865-1909) ; La Tribune de Lausanne (1983-1988) ; Le Matin (1988-2007) ; Tribune dimanche (1966-1985). Lectures du Dimanche. Supplément hebdomadaire à la Feuille d'avis de Lausanne ; Livre d'or de la souscription pour les victimes des avalanches ouverte dans nos colonnes par la Feuille d'avis de Lausanne, 1951 ; Pour les écoles d'Agadir. Livre de la collecte organisée par les écoliers vaudois et de la souscription ouverte par la Feuille d'avis de Lausanne et La Tribune de Lausanne, 1960 ; 24heures, la Boussole, 1994-1995 ; Affiches et affichettes de 24heures 1994-2007 ; Affiches et affichettes du Matin, 1994-2007. Enfin, il a été enrichi de la Documentation constituée par le groupe des documentalistes, soit les rubriques suivantes : Personnalités, Matières, Vaud, Communes, Lausanne et Rubriques qui représentent un total de 29 meubles à tiroir. L'accès aux documents se fait à travers deux fichiers centraux (« Matières/mots-clés » et « Personnalités ») constitués respectivement de 40 000 et 30 000 fiches cartonnées.
La Bibliothèque cantonale et universitaire de Lausanne a numérisé les archives du 24 heures et de son ancêtre la Feuille d'avis de Lausanne dans le cadre de son projet Scriptorium. Les pages scannées vont du premier numéro de la Feuille d'avis de Lausanne en 1762 jusqu’à ceux du 24 heures en 2003, et sont consultables depuis décembre 2012, sur le site internet scriptorium.bcu-lausanne.ch.